# Олійниченко Галина Василівна
Галина Василівна Олійниченко (нар. 23 лютого 1928, с. Будьонівка Янівського району (нині Новоукраїнка Роздільнянського району), СРСР — пом. 13 жовтня 2013, Москва, Росія) — радянська та російська співачка (лірико-колоратурне сопрано) українського походження, народна артистка РРФСР (з 1964). У 1953 закінчила Одеську консерваторію. В 1952 — 55 — солістка Одеського, в 1955 — 57 — Київської театру опери та балету. З 1957 — у Великому театрі в Москві.
В репертуарі — партії: Волхова, Снігуронька, Царівна-Лебідь, Марфа («Садко», «Снігуронька», «Казка про царя Салтана», «Царева наречена» Римського-Корсакова), Віолетта, Джільда («Травіата», «Ріголетто» Верді), Ольга («Повість про справжню людину» Прокоф'єва), Титанія («Сон літньої ночі» Бріттена), романси, українські народні пісні. Нагороджена орденом Трудового Червоного Прапора.